# Bengt Blomgren
Bengt Bertil Blomgren (født 15. august 1923 i Stockholm, død 4. april 2013 i Norrköping) var en svensk skuespiller. Foruden et større antal filmroller var han også instruktør på enkelte film. Blomgren var tilknyttet Dramaten i perioden 1951 til 1952.
I over 30 år var Bengt Blomgren instruktør på Riksteatern, og han optrådte desuden i forskellige tv-serier, herunder Bröderna Malm, Rederiet og Tre kronor.

## Udvalgt filmografi
- Flammer i mørket (1942, ukrediteret)
- På liv og død (1943, ukrediteret)
- Det sjette skud (1943, ukrediteret)
- Marinens drenge (1945, ukrediteret)
- Havnebyens fristelser (1948, ukrediteret)
- Garnisonens gæve gutter (1950)
- Alt dette og Island med (1951)
- Havets mænd (1951)
- Møde med livet (1952)
- Ildfuglen (1952)
- En kvinde jages (1953)
- En skærgårdsnat (1953)
- Gøngehøvdingen (1953)
- Forårslængsel (1954)
- I rök och dans (1954, også instruktør)
- Danse-Salonen (1955)
- Vildfugle (1955)
- Krut och kärlek (1956, også instruktør).
- Livets under (1958, ukrediteret)
- Laila (1958)
- Invasion of the Animal People (1959)
- Forbrydelse i paradiset (1959)
- Susanne (1960)
- Hällebecks gård (1961, også instruktør)
- Halstørklædet (tv-serie, 1962)
- Bröderna Malm (tv-serie, 1972)
- Brødrene Løvehjerte (1977, ukrediteret)
- Pensionat Oskar (1995)
- Esters testamente (tv-serie, 1995)
- Tic Tac (1997)
- Rederiet (tv-serie, 1997)
- Tre kronor (tv-serie, 1997-1999)
- Återkomsten (tv-serie, 2001)